# The Aquatope on White Sand
The Aquatope on White Sand (白い砂のアクアトープ?, Shiroi suna no akuatōpu) è una serie televisiva anime prodotta da P.A. Works e trasmessa dal 9 luglio al 17 dicembre 2021. Ne è stato tratto un manga disegnato da Ren Sakuragi, serializzato su Manga Okoku dal 1º agosto 2021.

## Trama

Logo originale della serie

Dopo aver rinunciato a diventare una idol a Tokyo, Fuuka decide di iniziare una nuova vita e si trasferisce nella cittadina di Nanjō, sull'isola di Okinawa, dove incontra Kukuru, una ragazza della sua stessa età che lavora all'acquario Gama Gama. Fuuka fa amicizia con Kukuru, ed essendo rimasta priva di un progetto di vita chiede di poter lavorare con lei al Gama Gama. Le due ragazze condividono il segreto di un essere sovrannaturale che talvolta le ammalia con delle visioni fantastiche, ma devono anche fronteggiare un periodo di forte difficoltà economica che rischia di far chiudere l'acquario.

## Personaggi

### Aquario Gama Gama
Kukuru Misakino (海咲野くくる?, Misakino Kukuru)
Doppiata da: Miku Itō
Fuuka Miyazawa (宮沢風花?, Miyazawa Fūka)
Doppiata da: Rikako Aida
Tsukimi Teruya (照屋月美?, Teruya Tsukimi)
Doppiata da: Azumi Waki
Karin Kudaka (久高夏凛?, Kudaka Karin)
Doppiata da: Lynn
Kai Nakamura (仲村櫂?, Nakamura Kai)
Doppiato da: Shimba Tsuchiya
Kuuya Yakamashi (屋嘉間志空也?, Yakamashi Kūya)
Doppiato da: Yōhei Azakami
Nonno di Kukuru (おじい?, Ojī)
Doppiato da: Hiroshi Yanaka

### Acquario Tingarla
Chiyu Haebaru (南風原知夢?, Haebaru Chiyu)
Doppiata da: Yui Ishikawa
Kaoru Shimabukuro (島袋薫?, Shimabukuro Kaoru)
Doppiata da: Mikako Komatsu
Akari Maeda (真栄田朱里?, Maeda Akari)
Doppiata da: Kiyono Yasuno
Marina Yonekura (米倉マリナ?, Yonekura Marina)
Doppiata da: Nao Tōyama
Eiji Higa (比嘉瑛士?, Higa Eiji)
Doppiato da: Yūsuke Nagano
Akira Hoshino (星野晃?, Hoshino Akira)
Doppiato da: Masaki Terasoma
Tetsuji Suwa (諏訪哲司?, Suwa Tetsuji)
Doppiato da: Satoshi Hino
Bondo Garandоu (雅藍洞凡人?, Garandо̄ Bondo)
Doppiato da: Shūhei Sakaguchi

## Episodi
| Nº | Titolo italiano Giapponese 「Kanji」 - Rōmaji | In onda           | In onda |
| Nº | Titolo italiano Giapponese 「Kanji」 - Rōmaji | Giapponese        |         |
| 1  | Il pesce tropicale è fuggito 「熱帯魚、逃げた」 - Nettaigyo, nigeta | 9 luglio 2021     |         |
| 1  | Fuuka, una ragazza di 18 anni, ha rinunciato al suo sogno di diventare una idol dopo essere stata convinta a lasciare la sua prima parte centrale a un'amica. Fuuka lascia così la sua scuola di Tokyo e si prepara per tornare a casa a Morioka, dove la sua famiglia la sta aspettando, ma alla stazione rimane incantata da un cartellone pubblicitario e quasi senza accorgersene si ritrova ad Okinawa. La giovane si consulta con una veggente, con la quale diventa amica, e passa la notte fuori ricevendo la visita di un kijimuna che le ruba il cappello. Il giorno seguente una signorina le consiglia qualche meta turistica e Fuuka sceglie di visitare l'acquario Gama Gama. Durante il giro la ragazza viene immersa dalle onde nella sua immaginazione ottenendo una bellissima visione dei pesci del mare. Kukuru, una ragazza che lavora lì, le confida che quella visione è opera di un kijimuna e la accompagna nel resto dell'acquario. Purtroppo l'attività presenta una mancanza di personale, così Fuuka si propone spontaneamente come nuova impiegata.                                      |                   |         |
| 2  | Bagnarsi fa parte del lavoro 「濡れるのも仕事のうち」 - Nureru no mo shigoto no uchi | 16 luglio 2021    |         |
| 2  | Al suo primo giorno di lavoro, Fuuka dà da mangiare ai pinguini davanti ai visitatori, ma li tratta con sufficienza e ne subisce le conseguenze. Kukuru la rimprovera in privato e le affida delle altre mansioni che non hanno a che fare con gli animali. Karin, l'impiegata dell'ufficio turistico che le fece conoscere l'acquario il giorno prima, le spiega che Kukuru tiene molto al suo posto di lavoro perché per lei è come una casa e deve fare di tutto perché non chiuda alla fine dell'estate. L'acquario infatti verte in gravi difficoltà economiche, e quando due investitori vengono congedati da Kukuru, Fuuka li tratta in malo modo per aver rotto il cartello di benvenuto. Nonostante abbia tenuto un brutto comportamento, Kukuru la perdona per aver compreso i suoi sentimenti e la sera la invita in un locale e la presenta ai suoi amici. Nel frattempo Fuuka ha trovato ospitalità dai nonni di Kukuru, che sono i veri proprietari dell'acquario e affidano alla nipote l'incarico di dirigerlo solo durante l'estate.                                                                  |                   |         |
| 3  | La vita comincia in mare 「いのちは、海から」 - Inochi wa, umi kara | 23 luglio 2021    |         |
| 3  | Kai inizia a lavorare part-time nell'acquario e fa compagnia a Kuuya, che si trova in imbarazzo con le ragazze. Durante un controllo periodico del peso dei pinguini, Kukuru scopre che Choko sta sviluppando una pododermatite, una malattia che affligge le zampe, e chiama la dottoressa Takeshita per avere una conferma. La dottoressa si reca all'acquario nonostante sia in dolce attesa e proprio sul luogo inizia il travaglio. Tutto il giovane staff si prodiga per aiutarla e per portarla in ospedale, mentre un kijimuna offre un po' di sollievo alla dottoressa tramite un sogno marino. Il bambino nasce sano e senza problemi, ma Kukuru viene sgridata da suo nonno per aver scomodato la dottoressa Takeshita invece di parlare con lui della malattia di Choko. |                   |         |
| 4  | Il pesce tropicale con gli stivali 「長靴をはいた熱帯魚」 - Nagagutsu o haita nettaigyo | 30 luglio 2021    |         |
| 4  | All'acquario Gama Gama si sta preparando l'evento estivo delle vasche tattili, dove i bambini potranno toccare con mano alcune creature marine. Fuuka è stata incaricata di fare da guida e si prepara sia studiando le caratteristiche degli animali, sia montando degli origami a tema da regalare ai bambini e comprando degli stivali più variopinti. Pochi giorni prima dell'evento, Fuuka fa la conoscenza di Umi-Yan, un membro dello staff adulto che si era assentato per un periodo. Umi-Yan è un fan di idol e dopo aver riconosciuto Fuuka mette al corrente i suoi amici della sua carriera professionale. La faccenda viene alla luce anche durante il primo giorno dell'evento perché un gruppo di ragazzi l'ha riconosciuta; questo causa una situazione imbarazzante per la giovane guida, che viene prontamente sostituita da Umi-Yan. Kukuru si scusa con Fuuka per averle assegnato un ruolo troppo in vista senza pensare alle conseguenze e una breve conversazione tra le due ragazze aiuta Fuuka ad accettare il fallimento della sua carriera passata e a consolidare l'amicizia tra di loro. |                   |         |
| 5  | Arriva mamma 「母の来訪」 - Haha no raihō | 6 agosto 2021     |         |
| 5  | La madre di Fuuka si presenta all'acquario senza preavviso per ringraziare i nonni di Kukuru e portare a casa sua figlia. Kukuru vuole aiutare la sua amica a rimanere a Okinawa e l'aiuta a scappare, nel frattempo tiene impegnata la madre a casa sua. Fuuka dapprima si traveste e si allontana dall'acquario, poi va nel locale di Udon che le offre il pranzo. La mamma di Udon è la veggente che aiutò Fuuka al suo arrivo in città e per aiutarla la accompagna da sua sorella, tuttavia Fuuka si ricorda di una cosa urgente da dire a Kukuru e chiede di tornare al Gama Gama. La bavosa in cui si era identificata Fuuka nella sua prima visita stava male, e quando torna all'acquario è già morta. Fuuka prega Kukuru di potersi occupare di lui e sua madre, osservando di nascosto con quanta dedizione lavora, le consente di restare per le vacanze estive. |                   |         |
| 6  | Rapsodia di dolci 「スイーツラプソディ」 - Suītsu rapusodi | 13 agosto 2021    |         |
| 6  | A Fuuka viene in mente un'idea per attirare più visitatori all'acquario: allestiranno una bancarella di gelati gestita da Udon. L'idea dei gelati viene scartata presto in favore delle granite, per le quali è più semplice ottenere l'autorizzazione. Udon si sbizzarrisce e inventa delle granite colorate come le creature marine e vengono molto apprezzate e condivise su internet dai visitatori. Nel frattempo l'acquario si fa conoscere in rete nei social network. |                   |         |
| 7  | Brindisi con il gelato 「アイスで乾杯」 - Aisu de kanpai | 20 agosto 2021    |         |
| 7  | Il nonno di Kukuru concede a tutti i ragazzi un giorno di ferie, e loro lo passano facendo un barbecue sulla spiaggia. Durante il giorno di vacanza Fuuka conosce Maho, la sorellina di Kai, e Rui, un suo pretendente che è sempre in rivalità con Kuuya. Come il direttore si aspettava, Kuuya e Kukuru si allontanano momentaneamente dalla festa per controllare il lavoro dell'acquario. Kukuru ascolta di nascosto suo nonno mentre ricorda a Kuuya di accettare la proposta di lavoro di un suo amico per quando il Gama Gama chiuderà, ma il ragazzo spera ancora che questo non succeda. Kuuya è diventato diffidente verso il prossimo e in particolar modo verso le ragazze a causa di un gruppetto che sparlò di lui durante le scuole superiori fino a fargli abbandonare gli studi, dopo quell'avvenimento entrò a lavorare al Gama Gama e col tempo ci si affezionò. |                   |         |
| 8  | crab crisis 「crab crisis」 – "Emergenza granchio" | 27 agosto 2021    |         |
| 8  | Con l'aiuto di Karin, Kukuru organizza una giornata in cui l'acquario Gama Gama porterà alcune vasche all'ospedale vicino per mostrare alcune specie ai bambini ricoverati lì, a patto che non portino granchi perché sono il terrore della capo infermiera. Tra i bambini ricoverati c'è anche Airi, la quale perse l'occasione di vedere i garra rufa all'acquario e ha messo il broncio con Umi-yan e con tutte le creature marine, ma quando si ritrova a dover allontanare un granchio xantide dalla capo infermiera ritrova la felicità e fa pace con Umi-yan. Kukuru si è sentita tradita sapendo che Karin è riuscita a convincere l'ospedale facendo leva sull'imminente chiusura del Gama Gama, ma a fine giornata le ragazze si perdonano a vicenda. |                   |         |
| 9  | Cenerentola, la spia 「刺客のシンデレラ」 - Shikaku no Shinderera | 3 settembre 2021  |         |
| 9  | Chiyu Haebaru, una futura dipendente dell'acquario Tingarla, è stata assegnata al Gama Gama per fare un tirocinio. Il direttore la affida a Kukuru, che vorrebbe esserle amica perché come lei ha una grande passione per le creature marine, però prevale l'attaccamento al sogno di salvare il Gama Gama. Kukuru vede Chiyu come un nemico e si comporta con lei con avversione. Il giorno dopo Chiyu chiede di poter seguire il direttore sperando di imparare di più ma assiste solo ai suoi saluti ai visitatori, quindi chiede al suo superiore di poter terminare il tirocinio in un altro acquario. |                   |         |
| 10 | Visioni abbandonate 「置き去りの幻」 - Okizari no maboroshi | 10 settembre 2021 |         |
| 10 | A una settimana dalla prevista chiusura dell'acquario, Kukuru pensa di poter attirare più visitatori sponsorizzando le visioni che si possono avere durante la visita. Karin non è d'accordo ma Kukuru pubblica ugualmente un post e chiede a Kai di aiutarla a scoprire le cause di quel fenomeno sovrannaturale, ma non ottengono nessun risultato. Nel frattempo Fuuka è stata contattata dalla sua kohai per proporle il ruolo di protagonista in un film che si inizierà a girare dopo le vacanze; Fuuka si riserva del tempo per decidere anche se è tentata di accettare. Il giorno seguente Kai ha una visione riguardante lui che consola Kukuru da piccola quand'erano appena morti i suoi genitori. Una volta risvegliatosi Kai capisce che Kukuru non mentiva sulle visioni ma anche che sono troppo speciali per farne pubblicità, quindi convince indirettamente la sua amica a rinunciarci. |                   |         |
| 11 | Al termine dell'assedio 「籠城の果て」 - Rōjō no Hate | 17 settembre 2021 |         |
| 11 | Il nonno di Kukuru decide di chiudere l'acquario pochi giorni prima del termine stabilito e la ragazza, per protesta, si barrica al suo interno e non fa entrare nessuno. Nel Gama Gama Kukuru si prende cura delle creature marine e a metà giornata riceve la visita di Fuuka che le porta il pranzo e l'aiuta con il lavoro. Proprio in quella giornata si manifesta il tifone che ogni anno infervora su Okinawa e nella notte provoca un blackout in tutta la zona. Senza corrente elettrica i filtri e i sistemi di raffreddamento delle vasche non funzionano, quindi le ragazze si prodigano per salvare i pesci più deboli prima che si spenga anche il generatore di emergenza. In quel momento Kukuru viene colta dallo sconforto vedendo le finestre, il tetto e i tubi cedere alla tempesta e si rende conto che il Gama Gama non è più un posto sicuro per le creature marine che ospita. Umi-Yan, il nonno e i ragazzi arrivano in aiuto poco dopo e Kukuru chiede scusa a tutti. |                   |         |
| 12 | I nostri mari sono sconfinati 「私たちの海は終わらない」 - Watashitachi no Umi wa Owaranai | 24 settembre 2021 |         |
| 12 | L'ultimo giorno di apertura il Gama Gama offre l'accesso gratuito a tutti i visitatori. Anche gli impiegati di altri acquari vengono a visitarlo e il direttore del Tingarla, l'acquario che erediterà gran parte delle creature marine del Gama Gama, offre un posto di lavoro a Kukuru. Ora che si è infranto il sogno di salvare il Gama Gama, Kukuru chiede a Fuuka di poter essere lei a sostenere il suo di sogno, ma Fuuka non accetta di recitare nel film e prega Kukuru di sostenerla quando troverà un nuovo progetto di vita. Il giorno seguente Kukuru riceve nuovamente la visione di una ragazza molto simile a lei e la nonna le racconta che probabilmente si tratta di sua sorella gemella che perse quand'erano appena nate. Kukuru accompagna Fuuka all'aeroporto, ma quest'ultima si ricorda di quanto si è sentita smarrita dopo il fallimento del suo sogno e non vuole che la stessa cosa capiti anche a Kukuru, quindi torna indietro per abbracciarla e dirle che ricoprirà lei il ruolo di sua sorella maggiore.                                                                            |                   |         |
| 13 | Tingaara nel mare lontano 「海の遥かなティンガーラ」 - Umi no Haruka na Tingāra | 1º ottobre 2021   |         |
| 13 | Sette mesi dopo Kukuru e Kai terminano il loro ultimo anno scolastico e iniziano a lavorare nel Tingarla, dove Kuuya, Umi-Yan e Karin si sono già ambientati. Il Tingarla possiede un'organizzazione aziendale molto più completa del Gama Gama e Kukuru, che è stata assegnata suo malgrado al reparto marketing, se ne accorge molto presto. Il suo secondo giorno di lavoro Kukuru viene sgridata dal vicedirettore per essersi presa più responsabilità di quante gliene spettino, ma per fortuna proprio quella sera Fuuka ha fatto ritorno e la consola. |                   |         |
| 14 | L'inseguitrice di pinguini 「ペンギンチェイサー」 - Pengin Cheisā | 8 ottobre 2021    |         |
| 14 | Fuuka si trasferisce nello stesso condominio di Kukuru e anche lei fa richiesta di assunzione al Tingarla, venendo assegnata alla cura dei pinguini del Capo. Kukuru viene incaricata di organizzare un tour di visita della zona operativa dell'acquario per pubblicizzare il Tingarla e, a fatica, ottiene il consenso dei vari reparti. Fuuka viene messa alla prova da Chiyu, che vuole sapere se è idonea alla sua mansione, e deve imparare i nomi di tutti i venti pinguini entro pochi giorni. Fuuka riesce nell'impresa e, assieme alla collega Marina, convincono Chiyu ad aggiungere la tappa dei pinguini al tour organizzato da Kukuru. |                   |         |
| 15 | La grande discussione sulle lumache di mare 「ウミウシ大論戦」 - Umiushi dai ronsen | 15 ottobre 2021   |         |
| 15 | Il vicedirettore incarica Kukuru di organizzare un'esposizione entro due settimane e la ragazza sceglie di mostrare al pubblico le lumache di mare. Una delle otto specie selezionate non si nutre come dovrebbe e anche provando diversi nutrimenti nessuno viene consumato. Kukuru pensa che dovrebbe riportare quella specie dove l'ha trovata ma Shimabukuro e il vicedirettore insistono a tenerla nell'acquario fino all'esposizione. Le due ragazze la pensano diversamente sugli obiettivi che si pone un acquario e la ricerca scientifica fatta su larga scala può essere più importante della salvaguardia di una sola specie, per questo Kukuru alla fine accetta, anche se di malumore, di esporre le lumache di mare a digiuno da giorni. |                   |         |
| 16 | Sostenere chi è a pezzi 「傷だらけの君にエールを」 - Kizu-darake no kimi ni ēru o | 22 ottobre 2021   |         |
| 16 | Un uovo di pinguino sta per schiudersi e sarà il primo cucciolo che nascerà al Tingarla. La dottoressa Takeshita è stata assunta nel nuovo acquario dopo aver trovato un asilo nido per suo figlio e pare riconoscere Chiyu, nonostante non abbiano mai lavorato insieme. Quando vengono istanziati i turni di sorveglianza dei pinguini, Chiyu chiede di poter saltare le ore notturne facendo sentire Kukuru in dovere di sostituirla, ma la cosa non viene apprezzata. Chiyu tiene nascosto a tutti il fatto di essere una giovane mamma, che in passato le ha fatto perdere il lavoro per le troppe concessioni che chiedeva; di giorno lascia suo figlio Shizuku allo stesso asilo nido della dottoressa e di notte se ne occupa personalmente. Quando Kukuru viene a saperlo si dispiace per le cose che le ha detto e prova volontariamente a curarsi di un bambino per poche ore, mettendosi nei panni di Chiyu per capire quanto sia difficile. Dopo averlo saputo, i colleghi del Tingarla accolgono con piacere il piccolo Shizuku nella sua prima visita e assistono insieme alla nascita del pinguino.    |                   |         |
| 17 | Area relax Kuragefuu 「くつろぎ処 海月風」 - Kutsurogi tokoro kurage-fū | 29 ottobre 2021   |         |
| 17 | Kukuru, Fuuka e Udon organizzano una giornata di relax nei loro appartamenti per tutti i loro amici, offrendo dei massaggi e l'occasione di riposarsi dal lavoro. |                   |         |
| 18 | Quando la luce risplende 「あかりの灯るとき」 - Akari no tomoru toki | 5 novembre 2021   |         |
| 18 | Akari propone un evento dove lo staff del Tingarla indosserà dei costumi a tema marino e Kukuru riceve l'incarico di organizzarlo. Kukuru non vorrebbe togliere alla sua amica il piacere di concretizzare la sua idea, ma Akari non è veramente interessata e non condivide la stessa passione per gli acquari che ha Kukuru. L'ufficio marketing acquista i costumi in tempo ma Kukuru si dimentica di ordinare gli adesivi da regalare ai bambini. Per rimediare al suo errore decide di crearli a mano con l'aiuto di Karin e Akari, che per la prima volta resta al lavoro più del dovuto facendo qualcosa che le piace. |                   |         |
| 19 | Addio, tacchi alti 「さよならハイヒール」 - Sayonara Hai Hīru | 12 novembre 2021  |         |
| 19 | L'acquario Tingarla chiede all'agenzia Yona Pro, quella per cui lavorava Fuuka, di realizzare un documentario per la televisione che presenti l'acquario e il primo tuffo nell'acqua del neonato pinguino Shiratama. A presentare il programma ci sarà Ruka, la ex collega di Fuuka che nell'ultimo periodo è spesso criticata per la sua inesperienza. Fuuka è decisa a non voler apparire nel programma, anche se alla fine si lascia coinvolgere come presentatrice. Fuuka fa dono alla sua amica le sue scarpe rosse con i tacchi, che sono state il suo portafortuna durante la sua carriera. A fine giornata Ruka assiste al primo tuffo di Shiratama immedesimandosi in lui; Fuuka ha trovato il lavoro perfetto per lei ed è riuscita ad aiutare sia il pinguino che la sua amica a credere in loro stessi. |                   |         |
| 20 | Un plancton perso 「迷子のプランクトン」 - Maigo no Purankuton | 19 novembre 2021  |         |
| 20 | Kukuru viene scelta come responsabile della progettazione di una nuova area del Tingarla e questo lavoro la tiene impegnata più del solito. In quei giorni un delfino tursiope si smarrisce finendo nella baia della loro città e Kukuru va a vedere le sue condizioni durante le pause dal lavoro. Il vicedirettore informa Kukuru che la nuova area dell'acquario dovrà essere predisposta per le celebrazioni nuziali e chiede alla ragazza di preparare una proposta da presentare a un'agenzia matrimoniale. Alcuni giorni dopo Kukuru presenta assieme al vicedirettore la bozza di un programma, ma contiene più limitazioni nel rispetto delle creature marine che effettive idee concrete per una celebrazione, quindi non viene accettata. Il rifiuto della proposta, il mancato appuntamento con la piccola Airi e la vista dell'acquario Gama Gama demolito scoraggiano Kukuru, che il giorno dopo non si presenta al lavoro. |                   |         |
| 21 | Sogni di tartarughe blu 「ブルー・タートルの夢」 - Burū tātoru no yume | 26 novembre 2021  |         |
| 21 | Kukuru è scappata senza dire niente a nessuno per restare un po' da sola, ma quando Fuuka le scrive per chiederle come sta, Kukuru la rassicura. Nel frattempo Fuuka va a controllare il cucciolo di delfino e gestisce un bisticcio tra pinguini. Kukuru incontra Misaki, la moglie di Umi-Yan che studia le tartarughe marine, la quale le offre di passare la notte nella sua stessa pensione. Il giorno seguente Kukuru visita il Kamehausu, l'acquario locale ancora più piccolo del Gama Gama, e quella sera assiste allo schiudersi delle uova di tartarughe marine e al conseguente cammino dei piccoli verso il mare. |                   |         |
| 22 | Pronta a tornare 「覚悟の帰還」 - Kakugo no kikan | 3 dicembre 2021   |         |
| 22 | Dopo un incontro con Fuuka, Kukuru si rimette in pace con sé stessa e torna in ufficio. Ad aspettarla c'è una nuova notizia: sta per liberarsi un posto nello staff degli animali e il vicedirettore proporrà il suo nome, ma prima dovrà perfezionare la proposta per i matrimoni al Tingarla. Kukuru si confronta con i suoi amici e raccoglie tutte le idee, infine invita Miura, la direttrice dell'agenzia matrimoniale, a vedere di persona l'acquario. La nuova proposta di Kukuru mette al centro la felicità degli sposi e contiene alcuni elementi fuori dal comune che conquistano Miura. Anche Karin decide di partecipare al concorso per il posto vacante nello staff; quando Kukuru scopre che quel posto sarà lasciato libero da Kai si precipita da lui per chiedergli spiegazioni. |                   |         |
| 23 | Il futuro dell'acquario 「水族館の未来」 - Suizokukan no mirai | 10 dicembre 2021  |         |
| 23 | Il direttore del Tingarla annuncia l'apertura di una nuova divisione di ricerca sui cambiamenti climatici e la salvaguardia delle specie, l'USTD Aquatope Project. Per il progetto viene offerta a due dipendenti la possibilità di un tirocinio di due anni all'avanzatissimo Waihana Aquarium alle Hawaii. Fuuka presenta una relazione parlando ai bambini di Tur-chan, il delfino tursiope disperso, e viene selezionata. Lei però non vuole partire senza di Kukuru, ma la sua amica le dice di non rinunciare al suo sogno di studiare di più. Nel frattempo Kukuru decide di rimanere nel reparto marketing dopo aver scoperto quanto può essere importante quel ruolo per salvaguardare le creature marine, anche se a distanza, e avvicinare le persone ad esse. |                   |         |
| 24 | The Aquatope on White Sand 「白い砂のアクアトープ」 - Shiroi suna no akuatōpu | 17 dicembre 2021  |         |
| 24 | La White Sand Dome, la nuova area del Tingarla, ospita la celebrazione di un matrimonio il giorno prima dell'inaugurazione, ed entrambi gli eventi riscuotono un buon successo. Due anni dopo Kukuru lavora ancora nel reparto marketing, ha acquisito esperienza e viene reputata con molta più considerazione dal vicedirettore. Kai è tornato nello staff della cura degli animali e si occupa dei pinguini del capo. Anche Karin è addetta agli animali e Udon, che ha finito il suo apprendistato, viene assunta come cuoca al Tingarla. Il percorso di formazione di Fuuka e Kaoru è terminato e le due ragazze tornano a Okinawa. Prima di incontrarsi di nuovo con tutti gli amici, Fuuka raggiunge Kukuru nel boschetto dove offrono il pesce al kijimuna, e finalmente possono riabbracciarsi. |                   |         |

## Sigle
Apertura
- Tayutae, nanairo (たゆたえ、七色?) di ARCANA PROJECT (epp. 1-12)
- Tomedonaishiosai ni bokutachi wa nani wo utaudarou ka (とめどない潮騒に僕たちは何を歌うだろうか?) di ARCANA PROJECT (epp. 13-24)

Chiusura
- Tsukiumi no yurikago (月海の揺り籠?) di Mia REGINA (epp. 1-12)
- Shingektsu no da carpo (新月のダ・カーポ?) di Risa Aizawa (epp. 13-23)